# Hàm Nghi

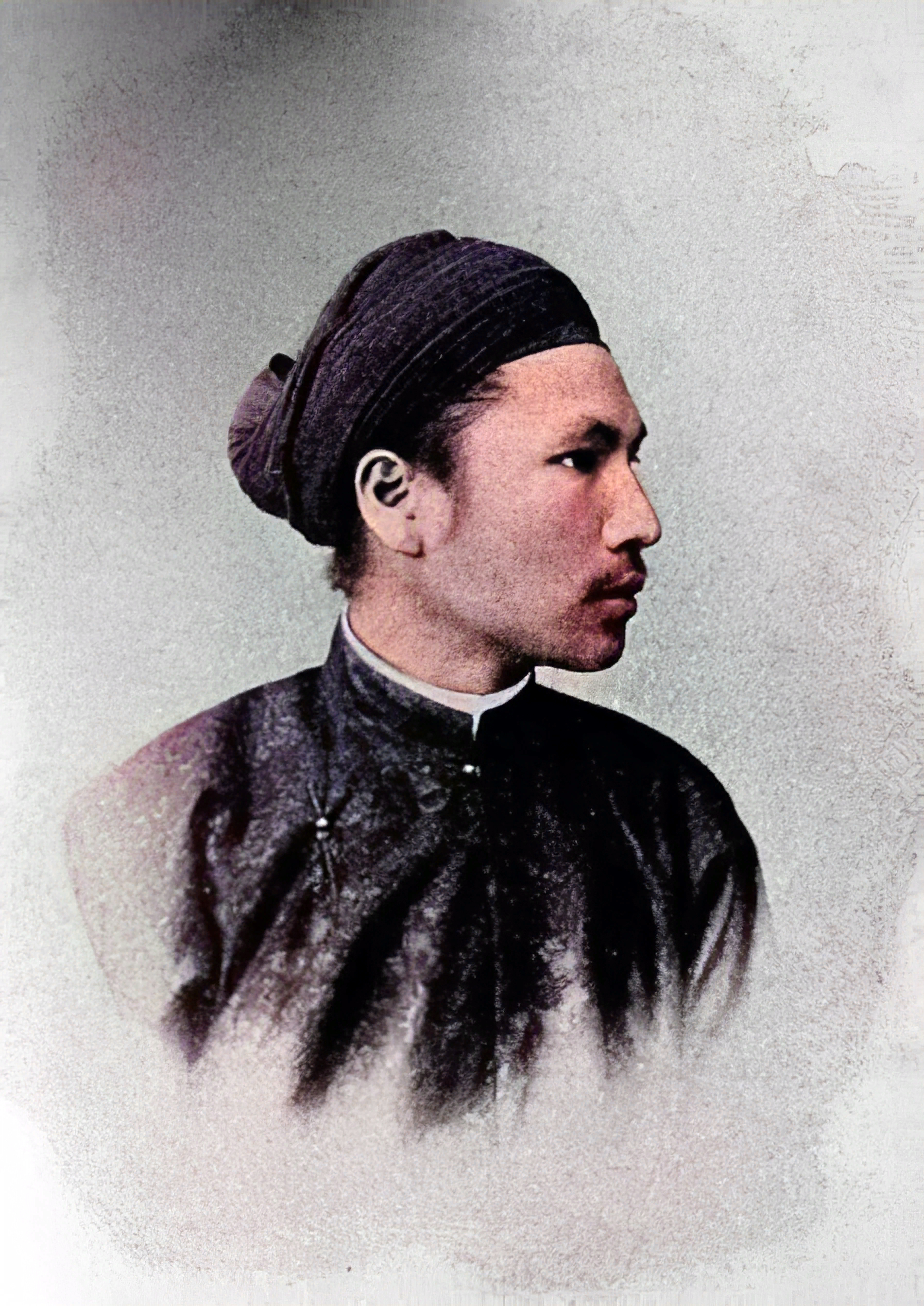
Ảnh phục dựng chân dung vua Hàm Nghi

Hàm Nghi (chữ Hán: 咸宜 3 tháng 8 năm 1871 – 14 tháng 1 năm 1944), tên thật Nguyễn Phúc Ưng Lịch (阮福膺𧰡), là vị hoàng đế thứ tám của nhà Nguyễn, triều đại phong kiến cuối cùng trong lịch sử Việt Nam.
Là em trai của vua Kiến Phúc, năm 1884 Hàm Nghi được các phụ chính đại thần Nguyễn Văn Tường và Tôn Thất Thuyết đưa lên ngôi ở tuổi 13. Sau khi cuộc phản công tại kinh thành Huế thất bại năm 1885, Tôn Thất Thuyết đưa ông ra ngoài và phát chiếu Cần Vương chống thực dân Pháp.
Nhân danh ông, Tôn Thất Thuyết đã phát động phong trào Cần Vương, kêu gọi văn thân, nghĩa sĩ giúp vua, giúp nước. Phong trào này kéo dài đến năm 1888 thì Hàm Nghi bị bắt. Sau đó, ông bị đem an trí ở Alger (thủ đô xứ Algérie) và qua đời tại đây năm 1944 vì bệnh ung thư dạ dày. Do áp lực của Pháp nên nhà Nguyễn không lập miếu hiệu cho ông.
Ngày nay, lịch sử Việt Nam xem ông cùng với các vua chống Pháp gồm Thành Thái, Duy Tân là ba vị vua yêu nước trong thời kỳ Pháp thuộc.

## Xuất thân
Hàm Nghi húy là Nguyễn Phúc Ưng Lịch, khi lên ngôi đổi thành Nguyễn Phúc Minh. Ông là con thứ năm của Kiên Thái vương Nguyễn Phúc Hồng Cai và bà Phan Thị Nhàn, sinh ngày 17 tháng 6 năm Tân Mùi, tức 3 tháng 8 năm 1871 (có tài liệu ghi ông sinh ngày 22 tháng 7 năm 1872) tại Huế. Ông là em ruột của vua Kiến Phúc (Ưng Đăng) và vua Đồng Khánh (Chánh Mông hay Ưng Kỷ).
Sau khi vua Tự Đức qua đời vào tháng 7 năm 1883, mặc dù các Phụ chính đại thần Nguyễn Văn Tường và Tôn Thất Thuyết nắm trọn quyền hành trong việc phế bỏ vua này truất ngôi vua khác nhưng lại rất bị động trong việc tìm người trong Hoàng gia có cùng chí hướng để đưa lên ngôi. Trước thời Hàm Nghi, cả ba vua Dục Đức, Hiệp Hòa và Kiến Phúc đều lần lượt đi ngược lại đường lối của phái chủ chiến hoặc bị mất sớm, trở thành những phần tử không thể không bị loại bỏ khỏi triều chính đang rối ren. Vua Kiến Phúc đột ngột qua đời trong lúc tình hình đang có lợi cho phái chủ chiến trong triều đình Huế. Sau khi nhà vua mất, đáng lẽ con nuôi thứ hai của vua Tự Đức là Nguyễn Phúc Ưng Kỷ lên ngôi, nhưng Nguyễn Văn Tường và Tôn Thất Thuyết sợ lập một vị vua lớn tuổi sẽ mất quyền hành và hai ông chủ trương dứt khoát lựa chọn bằng được một vị vua ủng hộ lập trường chống Pháp nên đã chọn Ưng Lịch. Đây là một người có đủ tư cách về dòng dõi, nhưng chưa bị cuộc sống giàu sang của kinh thành làm vẩn đục tinh thần tự tôn dân tộc và quan trọng hơn hết là hai ông có thể định hướng nhà vua về đại cuộc của đất nước một cách dễ dàng.
Ưng Lịch từ nhỏ sống trong cảnh bần hàn, dân dã với mẹ ruột chứ không được nuôi dạy tử tế như hai người anh ruột ở trong cung. Khi thấy sứ giả đến đón, cậu bé Ưng Lịch hoảng sợ và không dám nhận áo mũ người ta dâng lên. Sáng ngày 12 tháng 6 năm Giáp Thân, tức ngày 2 tháng 8 năm 1884, Ưng Lịch được dìu đi giữa hai hàng thị vệ, tiến vào điện Thái Hòa để làm lễ lên ngôi hoàng đế, đặt niên hiệu là Hàm Nghi. Khi đó Ưng Lịch mới 13 tuổi. Người ta nói rằng Hàm Nghi được lên nối ngôi theo di chúc của vua Kiến Phúc trước đây. Tuy nhiên, trên thực tế, Hàm Nghi được phái chủ chiến lập lên ngôi. Nhân vật cầm đầu phái chủ chiến là Tôn Thất Thuyết - Phụ chính đại thần đồng thời là Thượng thư bộ Binh.

## Thời gian tại kinh thành Huế
Tháng 7-1884, sau khi vua Kiến Phúc đột ngột qua đời, triều đình tôn Hàm Nghi lên ngôi. Khâm sứ Pierre Paul Rheinart thấy Nguyễn Văn Tường và Tôn Thất Thuyết tự tiện lập vua, không hỏi ý kiến đúng như đã giao kết nên gửi quân vào Huế bắt Triều đình nhà Nguyễn phải xin phép. Rheinart gửi công hàm cho triều đình Huế rằng: 
| “ | Nam triều có lập ai lên làm vua, thì phải xin phép nước Pháp mới được. | ” |

Nguyễn Văn Tường và Tôn Thất Thuyết phải làm tờ xin phép bằng chữ Nôm nhưng viên Khâm sứ không chịu, bắt làm bằng chữ Hán. Hai ông phải viết lại, viên Khâm sứ mới chịu và sau đó đi cửa chính vào điện làm lễ phong vương cho vua Hàm Nghi. Công việc đầu tiên mà vua Hàm Nghi phải thủ vai, dưới sự hướng dẫn của Tôn Thất Thuyết là tổ chức đón phái đoàn Pháp từ Tòa Khâm sứ ở bờ Nam sông Hương sang điện Thái Hòa làm lễ tôn vương cho nhà vua. Đây là thắng lợi mà phe chủ chiến của triều đình Huế đã đạt được trong việc bảo vệ ngai vàng của Hàm Nghi; còn đối với người Pháp thì sau những yêu sách, đòi hỏi bất thành, họ đành phải nhân nhượng để tránh thêm những rắc rối mới bằng cách chấp nhận một sự việc đã rồi.
Lúc 9 giờ sáng ngày 17 tháng 8 năm 1884, phái đoàn Pháp gồm Đại tá Guerrier, Khâm sứ Rheinart, Thuyền trưởng Wallarrmé cùng 185 sĩ quan binh lính kéo sang Hoàng thành Huế. Guerrier buộc triều đình Huế phải để toàn bộ quân Pháp tiến vào Ngọ Môn bằng lối giữa, là lối chỉ dành cho vua đi, nhưng Tôn Thất Thuyết nhất định cự tuyệt. Cuối cùng chỉ có 3 sứ giả được vào cổng chính, còn lại các thành phần khác thì đi cổng hai bên. Cả triều đình Huế và phái đoàn Pháp đều mang tâm trạng không vừa lòng nhau, nhưng buổi lễ thọ phong cuối cùng cũng kết thúc êm thấm. Lúc phái đoàn Pháp cáo từ, Tôn Thất Thuyết đã ngầm cho quân lính đóng cửa chính ở Ngọ Môn lại nên đoàn Pháp phải theo hai lối cửa bên để về. Nhìn nhận về sự kiện này, Marcel Gaultier đã viết: 
| “ | Vua Hàm Nghi đã giữ được tính chất thiêng liêng đối với thần dân mình. Vô tình vị vua trẻ tuổi đã làm một việc có ảnh hưởng vang dội khắp nước: với ý chí cương quyết độc lập và dù người Pháp có đóng quan tại Huế, triều đình An Nam vẫn biểu dương một thái độ không hèn. Thái độ ấy do Hội đồng Phụ chính đề ra. Hội đồng ấy rất có lý mà tin chắc rằng dân chúng trông vào thái độ của nhà vua để noi theo, xem thái độ ấy như mệnh lệnh [chống lại người Pháp] không nói ra bằng lời... | ” |

Năm sau 1885, Thống tướng de Courcy được Chính phủ Pháp cử sang Việt Nam để phụ lực vào việc đặt nền bảo hộ. Tướng de Courcy muốn vào yết kiến vua Hàm Nghi nhưng lại muốn là toàn thể binh lính của mình, 500 người, đi vào cửa chánh là cửa dành riêng cho đại khách. Triều đình Huế xin để quân lính đi cửa hai bên, chỉ có các bậc tướng lĩnh là đi cửa chánh cho đúng nghi thức triều đình, nhưng de Courcy nhất định không chịu.

## Phong trào Cần Vương

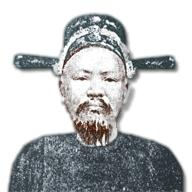
Phụ chính đại thần Tôn Thất Thuyết (1839 – 1913).

Đêm 22 rạng 23 tháng 5 âm lịch (tức đêm ngày 5 rạng ngày 6 tháng 7 năm 1885), Nguyễn Văn Tường và Tôn Thất Thuyết, vì thấy người Pháp khinh mạn vua mình như vậy, nên quyết định ra tay trước: đem quân tấn công trại binh của Pháp ở đồn Mang Cá. Đến sáng thì quân Pháp phản công, quân triều Nguyễn thua chạy, rời bỏ Kinh thành Huế. Tôn Thất Thuyết vào cung báo lại việc giao chiến trong đêm và mời vị hoàng đế trẻ Hàm Nghi cùng Tam cung lên đường. Nghe chuyện phải rời khỏi thành, vua Hàm Nghi đã thảng thốt nói: 
"Ta có đánh nhau với ai mô mà phải chạy".
Vua Hàm Nghi ngồi trong kiệu bị chao đảo liên tục, đầu bị va đập nhiều lần vào thành kiệu rất đau, sau cùng nhà vua phải xuống nằm trên võng cho lính cáng. Nguyễn Văn Tường cho người rước vua Hàm Nghi tới thành Quảng Trị để lánh nạn. Chiều ngày 6 tháng 7 thì cả đoàn mới tới Quảng Trị. Nhưng sau đó ông lại ra trình diện với quân Pháp. Tướng de Courcy hẹn cho Nguyễn Văn Tường hai tháng phải tìm cách để rước vua về. Nguyễn Văn Tường viết sớ ra Quảng Trị xin rước vua về nhưng Tôn Thất Thuyết cản thư không cho vua biết. Hết hạn hai tháng, cả gia đình Nguyễn Văn Tường bị de Courcy đày ra Côn Đảo, sau đó đưa tới đảo Tahiti ở Thái Bình Dương. Một thời gian sau Nguyễn Văn Tường qua đời, xác được đưa về Việt Nam. Ngày 9 tháng 7, dưới áp lực của Tôn Thất Thuyết, vua Hàm Nghi đành từ biệt Tam cung, lên đường đi Tân Sở.
Hàm Nghi ở Tân Sở rồi về vùng xã xa của 2 huyện Minh Hóa và Tuyên Hóa, Quảng Bình. Vua Hàm Nghi đã phải chịu nhiều khổ ải vì phải luồn lách giữa núi rừng hiểm trở, thời tiết khắc nghiệt, giữa muôn vàn thiếu thốn, bệnh tật, đói khát và sự hiểm nguy về tính mạng luôn đe dọa. Tại Tân Sở, vua Hàm Nghi tuyên hịch Cần Vương kêu gọi sĩ phu và dân chúng nổi dậy chống Pháp giành độc lập. Sự ủng hộ, che chở giúp đỡ và tham gia nhiệt tình của đồng bào các địa phương từ Quảng Trị qua tới đất Lào cũng như trong vùng Hà Tĩnh, Quảng Bình đã cho Hàm Nghi thấy được vai trò của bản thân mình nên nhà vua đã không còn cảm thấy bị cưỡng ép như trước. "Nhà vua bị những gian lao mà luyện thành người nhẫn nại và đón cuộc phong trần bằng thái độ rất thản nhiên". Dân chúng nổi dậy rất đông, nhưng vì rải rác các nơi nên lực lượng không mạnh. Nhà vua đã hai lần xuống dụ Cần vương trong đó có một lần gửi thư cầu viện cho Tổng đốc Vân-Quý của triều Mãn Thanh và rất nhiều chỉ dụ khác tới các quan lại, lãnh tụ của phong trào chống Pháp. Tên của ông ta đã trở thành ngọn cờ của nền độc lập quốc gia... Từ Bắc chí Nam, đâu đâu dân chúng cũng nổi lên theo lời gọi của ông vua xuất hạnh.
Trong suốt thời gian kháng chiến của vua Hàm Nghi, vua anh Đồng Khánh và 3 bà Thái hậu liên tục gửi thư kêu gọi vua trở về nhưng ông khẳng khái từ chối. Toàn quyền Pháp ở Đông Dương là Paul Bert cũng đã định lập Hàm Nghi làm vua 4 tỉnh Thanh Nghệ Tĩnh Bình nhưng cũng không thành. Nhà vua thường nói mình ưa chết trong rừng hơn là trở về làm vua mà ở trong vòng cương tỏa của người. Tại căn cứ địa lãnh đạo phong trào Cần Vương, vua Hàm Nghi được Tôn Thất Thuyết cử con là Tôn Thất Đạm và Tôn Thất Thiệp hộ giá bảo vệ, cùng Đề đốc Lê Trực, Nguyễn Phạm Tuân chia nhau phòng thủ và tấn công lực lượng Pháp trong vùng.

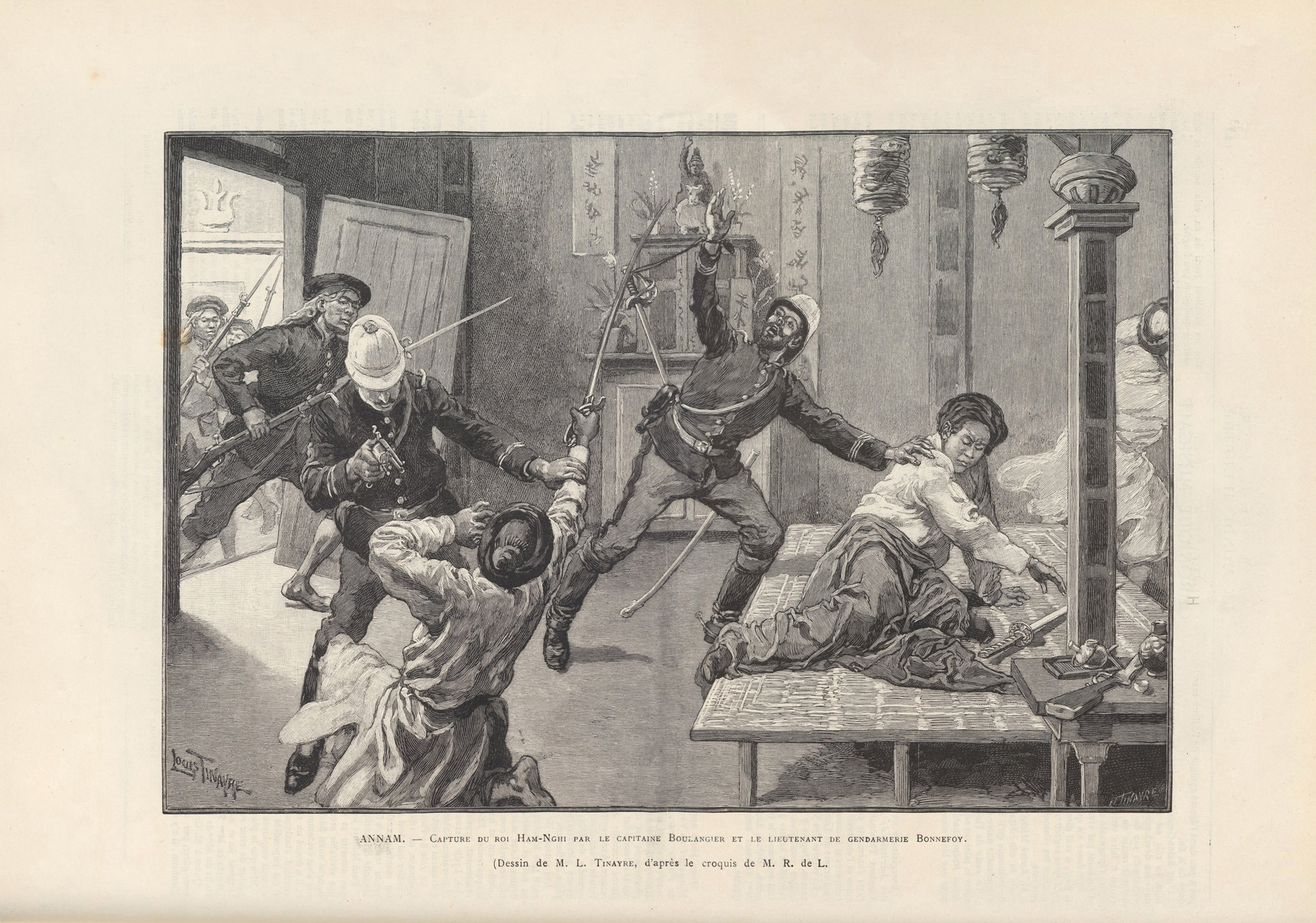
Quân Pháp xông vào bắt giữ vua Hàm Nghi

Tháng 9 năm 1888, suất đội Nguyễn Đình Tình phản bội ra đầu thú với Pháp tại đồn Đồng Cá. Nguyễn Đình Tình lại dụ được Trương Quang Ngọc về đầu thú. Sau đó Nguyễn Đình Tình và Trương Quang Ngọc tình nguyện với Pháp đem quân đi vây bắt vua Hàm Nghi. Đêm khuya 26 tháng 9 năm 1888, vua Hàm Nghi bị bắt khi đang ngủ, Tôn Thất Thiệp bị đâm chết. Khi đó, ông mới 17 tuổi, chống Pháp được ba năm. Nhà vua đã chỉ thẳng vào mặt Trương Quang Ngọc mà nói rằng: 
"Mi giết ta đi còn hơn là mi mang ta ra nộp cho Tây".
Từ đêm hôm đó ở bờ khe Tá Bào, huyện Tuyên Hóa (nay là huyện Minh Hóa) tỉnh Quảng Bình, Trương Quang Ngọc mang vua Hàm Nghi về các đồn Thanh Lạng, Đồng Ca rồi sang Quảng Khê và đến đồn Thuận Bài vào chiều ngày 14 tháng 11 năm 1888. Quân Pháp tổ chức chào đón vua rất long trọng nhưng vua đã tỏ ra không hiểu, không nhận mình là Hàm Nghi. Viên Trung úy chỉ huy quân đội Bonnefoy đã chuyển bức thư của Tôn Thất Đàm gửi cho vua Hàm Nghi xem nhưng nhà vua ném lá thư xuống bàn và làm như không có can hệ gì đến mình. Viên Đề đốc Thanh Thủy là Nguyễn Hữu Viết được Pháp cử tới để thăm hỏi và nhận mặt thì nhà vua giả như không hay biết. Nhưng khi người Pháp đem thầy học cũ là Nguyễn Nhuận đến xem thì nhà vua vô tình đứng dậy vái chào. Đến lúc đó thì người Pháp mới yên trí đó là vua Hàm Nghi. Từ Thuận Bài, người Pháp chuyển vua Hàm Nghi qua Bố Trạch rồi vào Đồng Hới và tới cửa Thuận An ngày 22 tháng 11 năm 1888.
Lúc này, triều đình Huế đã biết tin Hàm Nghi bị bắt, vua Đồng Khánh sai quan lại Thừa Thiên và bộ Binh ra đón để đưa về Huế. Nhưng người Pháp sợ dân tình sẽ bị kích động khi thấy mặt vị vua kháng chiến nên đã báo cho Viện Cơ mật rằng vua Hàm Nghi lúc này tính tình khác thường, về kinh e có điều bất tiện, cần phải đưa đi tĩnh dưỡng nơi khác một thời gian. Kỳ thực người Pháp đã có quyết định dứt khoát với vị vua kháng chiến này là đày sang xứ Algérie ở Bắc Phi. Rheinart đã báo cho ông biết là Thái hậu đang ốm nặng, nếu nhà vua muốn thăm hỏi thì sẽ cho rước về gặp mặt. Nghe vậy, vua Hàm Nghi đáp: "Tôi thân đã tù, nước đã mất, còn dám nghĩ gì đến cha mẹ, anh em nữa", rồi ông cáo từ về phòng riêng.
Sau khi bị truất, cựu hoàng được chính thức gọi là Quận công Ưng Lịch.

## Bị Pháp lưu đày

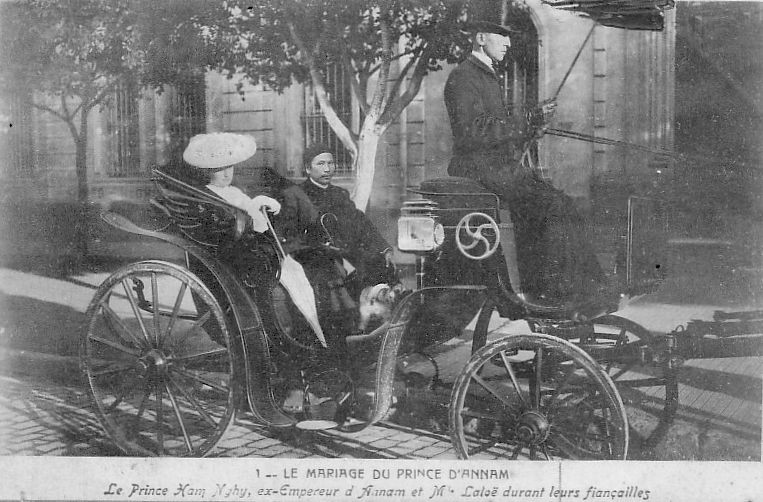
Đám cưới cựu hoàng Hàm Nghi.

Vào 4 giờ sáng ngày 25 tháng 11 năm 1888, vua Hàm Nghi bị đưa xuống tàu đi vào Lăng Cô. Trước phút rời xa quê hương, nhà vua nhìn lên bờ, không nén được cảm xúc vì nỗi niềm riêng và vận nước nên đã òa khóc. Từ Sài Gòn, ngày 13 tháng 12 năm 1888, vua Hàm Nghi bị đưa xuống chiếc tàu mang tên "Biên Hòa" vượt đại dương đi Bắc Phi. Do không quen đi trên biển, nhà vua bị say sóng liên miên nhưng vẫn không hề thốt ra một lời kêu ca, oán thán. Chiều chủ nhật, 13 tháng 1 năm 1889, Hàm Nghi đến thủ đô Alger của Algérie (tiếng Việt gọi là A Lợi Tư). Lúc này ông vừa bước qua tuổi 18. Mười ngày đầu, Hàm Nghi tạm trú tại L'hôtel de la Régence (Tòa Nhiếp chính). Sau đó, ông được chuyển về ở Villa des Pins (Biệt thự Rừng thông) thuộc làng El Biar, cách Alger 5 km.
Ngày 24 tháng 1, Toàn quyền Tirman của Algérie tiếp kiến và mời Hàm Nghi ăn cơm gia đình. Ít ngày sau, qua Toàn quyền Tirman, cựu hoàng nhận được tin mẹ là bà Phan Thị Nhàn (vợ thứ của Kiên Thái vương) đã mất vào ngày 21 tháng 1 năm 1889 tại Huế.
Trong mười tháng tiếp đó, Hàm Nghi nhất định không chịu học tiếng Pháp vì ông cho đó là thứ tiếng của dân tộc xâm lược nước mình và vẫn dùng khăn lượt, áo ngũ thân theo nếp cũ ở quê hương. Mọi việc giao thiệp đều qua thông ngôn Trần Bình Thanh. Nhưng về sau, thấy người Pháp ở Algérie thân thiện, khác với người Pháp ở Việt Nam, nên từ tháng 11 năm 1889 ông bắt đầu học tiếng Pháp. Vài năm sau, Hàm Nghi có thể nói và viết tiếng Pháp rất giỏi.
Hàm Nghi cũng giao du cùng những trí thức Pháp nổi tiếng. Năm 1899, ông có sang thăm Paris và đến xem một triển lãm của danh họa Paul Gauguin, về sau khi vẽ tranh Hàm Nghi cũng chịu ảnh hưởng bởi phong cách của Gauguin. Hơn 100 năm sau, bức tranh Déclin du jour (Chiều tà) của cựu hoàng phát hiện được dưới nghệ danh Xuân Tử khi bán đấu giá ở Paris ngày 24 tháng 11 năm 2010 đã bán được với giá 8.800 euro.

## Đời tư

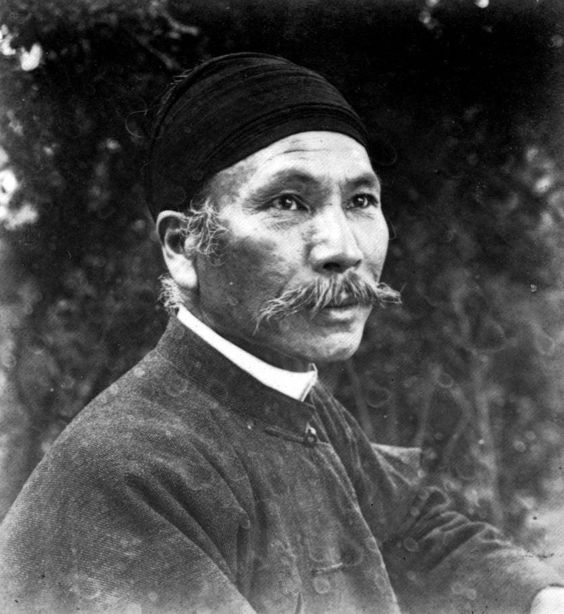
Cựu hoàng Hàm Nghi lúc về già

Năm 1904, Hàm Nghi đính hôn với cô Marcelle Laloe (sinh năm 1884, mất năm 1974), con gái của ông Laloe Chánh án tòa Thượng phẩm Alger. Đám cưới của họ trở thành một sự kiện văn hóa của Thủ đô Alger. Hàm Nghi cùng bà Marcelle Laloe có ba người con:
- Công chúa Như Mai sinh năm 1905 (mất năm 1999).
- Công chúa Như Lý (hoặc Như Luân)[13] sinh năm 1908 (mất năm 2005).
- Hoàng tử Minh Đức sinh năm 1910 (mất năm 1990).

Công chúa Như Mai tốt nghiệp Kỹ sư Canh nông. Công chúa Như Luân tốt nghiệp Tiến sĩ Y khoa và lập gia đình với Công tước François Barthomivat de la Besse.
Ngày 14 tháng 1 năm 1944, Hàm Nghi qua đời vì bệnh ung thư dạ dày tại biệt thự Gia Long, thủ đô Alger. Ông được chôn cất ở Thonac (quận Sarlat-la-Canéda), vùng Nouvelle-Aquitaine, nước Pháp. Trên mộ của vua Hàm Nghi và một số tài liệu ghi ông mất năm 1944. Ông ra đi mang theo nỗi hờn vong quốc không bao giờ nguôi ngoai trong tâm trí.

## Vinh danh
Vì có tư tưởng chống Pháp, vua Hàm Nghi, cùng với các vua Thành Thái, Duy Tân, được xem là 3 vị vua yêu nước của Việt Nam thời Pháp thuộc. Đến thời điểm tháng 5 năm 2014, hài cốt vua Hàm Nghi ở làng Thonac (Pháp). Năm 2009, bài vị và di ảnh vua Hàm Nghi được hội đồng Nguyễn Phúc tộc đưa về thờ tại Thế Tổ Miếu (Hoàng thành Huế).
Niên hiệu của ông (Hàm Nghi) được đặt cho một con đường trung tâm ở Quận 1, Thành phố Hồ Chí Minh. Tại Hà Nội có đường Hàm Nghi thuộc phường Mỹ Đình 1, quận Nam Từ Liêm. Tại thành phố Hải Phòng có đường Hàm Nghi ở phường Trại Chuối, quận Hồng Bàng. Tại Đà Nẵng có đường Hàm Nghi ở quận Thanh Khê. Tại thành phố Huế có đường Hàm Nghi ở phường Phước Vĩnh. Tại thành phố Móng Cái, phố Hàm Nghi kéo dài từ phố Duy Tân đến phố Trần Nhật Duật. Tại thành phố Thanh Hoá đường Hàm Nghi kéo dài suốt trục đường chính của phường Đông Hương. Và tất cả các tỉnh thành đều có tên đường Hàm Nghi.
Năm 1955, trường Trung học Thành Nội được dời về trường Quốc Tử Giám triều Nguyễn ở Huế và đổi tên thành trường Trung học Hàm Nghi. Trường bị giải thể năm 1975 để rồi 30 năm sau vào ngày 4 tháng 9 năm 2005 ngôi trường này chính thức được khai giảng trở lại với sự đóng góp rất lớn của cựu học sinh Trường Hàm Nghi trước 1975. Tại thành phố Đà Nẵng có trường Tiểu học Hàm Nghi và tại quận Tân Phú, Thành phố Hồ Chí Minh có trường Trung học Hàm Nghi. Thành phố Huế cũng có trường Trung học Hàm Nghi.